# Bursera hindsiana
Bursera hindsiana là một loài thực vật có hoa trong họ Burseraceae. Loài này được (Benth.) Engl. mô tả khoa học đầu tiên năm 1883.